# Ancestralidade africana
Ancestralidade, na religião iorubá e nas afrodescendentes da diáspora, principalmente nos candomblés de nação Queto de origem étnica iorubá, a vida não se finda com a morte. *Àtúnwá (reencarnação) e/ou atumbi (renascer), é o processo divino de continuidade da vida.
Olodumarê, O Ser Supremo iorubá, oferece aos homens a imortalidade e o culto aos ancestrais.

Segundo a teologia iorubá, o corpo se divide em seis partes, a saber:
Ara – tronco e membros. (Entende-se também por ara, conforme o contexto, todo o corpo visível, também pode significar pessoa e/ou gente)

Ori – A cabeça em si.(Orí é também o òrìṣà individual de cada homem.)
Eemi – A respiração.
Ojiji – A sombra.

Iê – A memória. 

Ibibu – Tudo que “preenche” o ara (corpo), o que é interno, principalmente os órgãos.

Essa divisão do homem contêm elementos que justificam a imortalidade, e a ancestralidade confirma a imortalidade, o ciclo de vida sempre continua nas duas dimensões, na material (a do Aiê) e na espiritual (a do Orum).